# Centre d'information canadien sur les diplômes internationaux
 (février 2015).
Le Centre d’information canadien sur les diplômes internationaux (CICDI) est un organisme pancanadien, soutenu par le Conseil des ministres de l'Éducation du Canada (CMEC), qui a pour rôle d'informer les Canadiens et les étrangers sur les systèmes éducatifs propres à chacune des dix provinces et trois territoires composant le Canada. 
Il informe les étudiants étrangers sur les établissements d'enseignement reconnus dans le pays ainsi que sur l'offre de formations reconnues dans les différentes juridictions. 
Il renseigne sur les moyens d'obtenir une évaluation comparative des études réalisées dans un système éducatif étranger au Canada (anciennement nostrification, homologation ou équivalence d'études ou de diplômes) et sur les professions réglementées dans l'État fédéral.
Tout comme pour le Centre international d'études pédagogiques (CIEP), le CICDI est le répondant canadien du réseau ENIC-NARIC.